# Firmicus werneri
Firmicus werneri is een spinnensoort in de taxonomische indeling van de krabspinnen (Thomisidae).
Het dier behoort tot het geslacht Firmicus. De wetenschappelijke naam van de soort werd voor het eerst geldig gepubliceerd in 1906 door Eugène Simon.